# Lotus 86
Lotus 86 — гоночный  автомобиль команды Формулы-1 Lotus, построенный по принципу двойного шасси, использовавшийся на тестах в сезоне 1980 года.

## История
Кузов 86 представлял собой двойное шасси, базирующееся на модели Lotus 81. Шасси тестировалось на трассе Харама в Испании и не стартовало в гонках. Разработки, примененные в Lotus 86, были использованы при проектировании революционного Lotus 88.